# Робике, Пьер Жан
Пьер Жан Робике (фр. Pierre Jean Robiquet; 13 января 1780 — 29 апреля 1840) — французский химик, положивший начало работам по идентификации аминокислот, исследовав аспарагина в 1806 г. Сделал вклад в красильную промышленность (идентификация ализарина в 1826 г.) и в создание лекарственных препаратов через получение кодеина в 1832 г.

## Биография
Родился 14 января 1780 г. в городе Рен, Франция. Был фармацевтом во французской армии во время Французской Революции, позже стал профессором в Фармацевтической школе в Париже, где и скончался 29 апреля 1840 г.
Основные научные работы посвящены анализу органических соединений. Известен выделением и описанием свойств аспарагина (выделен из спаржи в 1806 г. совместно с Луи Николя Вокленом), кантаридина (1810), опиумного алкалоида наркотина (1817), кофеина (1821), ализарина, пурпурина (1826), оркина (1829), амигдалина (1830), кодеина (1832).

## Научная деятельность

### Учёные звания и отличия
Фармацевт (1808).
Преподаватель химии в Политехнической школе (1811).
Заместитель профессора истории фармацевтики (1811), затем профессор (1814), в дальнейшем стал Администратором-казначеем (1824) на факультете фармацевтики университета Монпелье
Генеральный секретарь (1817) и президент (1826) Общества фармацевтов, позже ставшего Национальной академией фармацевтики.
Член медицинской академии (1820).
Член Академии наук (1833).
Один из основателей и первый президент Société de Prévoyance des Pharmaciens (1820).

### Вклад в красильную промышленность
До середины XIX века все красители, использующиеся для окраски одежды, получали из природных источников. Такой процесс получения был дорогим и трудоемким. Многие красители быстро старели при эксплуатации.
Например, процесс получения пурпура, который с древних времен был знаком аристократии Рима, Ближнего Востока и Египта, был очень дорогим и его было сложно получить. Краска, известная как финикийский пурпур, получалась из выделений специальных желез некоторых моллюсков. Её извлечение было весьма трудным и зависело от наличия особенного типа раковины (фактически два типа, в настоящее время известных как Hexaplex trunculus и Bolinus brandaris).
Другой тип натурального красного красителя, использовавшегося с незапамятных времен, получали из корня марены — растения, которое выращивали в Центральной Азии и Египте с 1500 г. до н. э. Ткань, окрашенная пигментом корня марены, была обнаружена в гробнице Тутанхамона, в развалинах Помпеи и в древнем Коринфе. В средние века Карл Великий поощрял культивирование марены. Растение очень хорошо росло в песчаных почвах Нидерландов и стало важной частью местной экономики. К 1804 г. английский производитель Джордж Филд предложил новую технологию, расширившую использование оттенков пурпура для живописи.
Робике получил два красящих вещества из корня марены — ализарин, весьма стабильный красный пигмент, и пурпурин — менее стабильный.
Около 30 лет спустя, в апреле 1856, Уильям Генри Перкин, работавший ассистентом в Королевском колледже химии в Лондоне, смог получить пурпурный краситель (мовеин) из анилина, который может быть легко получен из каменноугольной смолы.
В течение последующих 10 лет Перкин разработал первый промышленный способ получения вещества синтезом из каменноугольной смолы. Его успех положил начало серьёзным исследованиям веществ, полученных из каменноугольной смолы, которые были проведены многочисленными исследователями по всей Европе.
Так, в 1868 г. ализарин получили из антрацена одновременно У. Г. Перкин, Карл Гребе и Теодор Либерман (оба последних работали в Германии на компанию BASF). К несчастью, Перкин опоздал с патентом на один день. Необыкновенный свойства ализарина сделали его первым массово производимым красителем и позволили компании BASF занять 1 место среди промышленных химических компаний в мире.

### Вклад в фармацевтику
Открытие и описание кодеина — вероятно, самый важный вклад Робике. Кодеин и сегодня повсеместно используется в медицине и повседневной жизни. Фактически до начала XIX века сырой опиум входил в состав разнообразных препаратов, например, лаундаума и некоторых болеутоляющих (многие из них были весьма популярны в Англии в XVIII веке). Однако неправильное использование нередко приводило к смертельным случаям.
Робике смог выделить из опия кодеин, отделив его от остальных сильнодействующих наркотических веществ, входящих в состав опия. Это позволило положить начало разработке нового поколения противокашлевых и антидиарейных лекарств, более безопасных.
Кодеин и по сей день является наиболее широко используемым опиатом в мире согласно данным Всемирной организации здравоохранения и прочих организаций. Это один из наиболее эффективных перорально-вводимых анальгетиков с большим периодом действия. По силе воздействия на человека кодеин составляет лишь 8—12 % от силы действия морфина. Однако данный показатель может меняться в зависимости от способа введения, различного метаболизма и потребления других препаратов.
Несмотря на то, что кодеин можно прямо выделить из опия, его природного ресурса, большую часть кодеина в настоящее время получают синтетическим путём из морфина через процесс оксиметилирования.

### Прочие исследования в области фармакологии
Робике проанализировал множество продуктов, которые могут быть получены из различных растений, таких как спаржа, корень марены и др. Так, в 1809 г. Робике выделил из корня лакрицы сладкую субстанцию — глицирризиновую кислоту. Он также получил маслянистую фракцию (0,8 %), небольшое количество вещества со свойствами резины, дубильные вещества, таннин, крахмал, жёлтый краситель, а также некое вещество с горьким вкусом и фракцию, похожую не вещество, выделяемое из спаржи, фракцию вещества, после кристаллизации сильно похожее на аспарагин. Позже это будет доказано в 1828 г. Плиссоном.
Робике также анализировал различные животные материалы. Так, в 1810 г. он выделяет из шпанской мушки вещество кантаридин. Кантаридин способен вызывать тяжелые раздражения и волдыри. Насекомые используют это вещество для защиты своих личинок от хищников (два семейства насекомых, принадлежащих виду жесткокрылых, синтезируют кантаридин: Нарывники и Узконадкрылки. Первый вид насчитывает несколько тысяч разновидностей).
Фактически в дни раннего классического периода цивилизации в западном Средиземноморье некоторые типа насекомых из Испании были известны возбуждающими свойствами после высушивания.
Ранее не было доказано, что кантаридин имеет побочные эффекты, однако Робике доказал, что это вещество ядовито и по содержанию токсинов равносильно самому опасному яду, известному в XIX веке, — стрихнину.
В течение приблизительно пятнадцати лет Пьер Робике также провел ряд исследований масла горького миндаля — сложного вещества, полученного из Prunus dulcis. В 1816, вместе с Жан-Жаком Коленом, они получили новый компонент, который назвали «éther hydrochlorique», в действительности 1,2-дихлорэтан, который они попытаются продвинуть в терапии (общее направление в те дни, как видно по раннему использованию смесей типа Кока-колы).
В 1830, вместе с Антуаном Бутрон-Шарларом, Робике получил новое вещество, которую назвал амигдалином; этот компонент проявлял странные свойства и был фактически первым гликозидом, когда-либо описанным. Это вещество открывало дверь в огромную семью ароматических молекул, которые основаны на циклических 6-углеродных бензольных структурах. В попытках разложения амигдалина в побочных продуктов Робике и Бутрон-Шарлар получили бензальдегид, но потерпели неудачу в представлении правильной интерпретации структуры амигдалина, и таким образом пропустили идентификацию бензоил-радикального C7H5O. Этот последний шаг был достигнут несколько месяцев спустя (1832) Фридрихом Велером и Юстусом Либихом, они получили уважение за этот успешный результат, который открывал полностью новое подразделение в индустрии химикатов с широким диапазоном применения.
Амигдалин и связанные с ним различные молекулы использовались всюду в XIX в. (при содействии, например, Эрнста Т. Кребса), а в XX в. — как препараты против рака, однако с неубедительными результатами относительно фактической пользы, в то время как в 1972 г. исследование в Онкологическом институте Слоан-Кеттеринга продемонстрировало, что амигдалин и схожее с ним соединение, которое продавалось под именем «Laetrile», могли произвести подчас признаки отравления у некоторых пациентов, из-за деградации в организме, при которой получался цианид.

#### Главные опубликованные работы
- 1805 : Essai analytique des asperges Annales de chimie, 55 (1805), 152—171
- 1806 : La découverte d’un nouveau principe végétal dans le suc des asperges L.N.Vauquelin et P.J.Robiquet, Annales de Chimie, 57, p88-93.
- 1810 : Expériences sur les cantharides, Robiquet, Annales de Chimie, 1810, vol. 76, pp. 302—322.
- 1812 : Observations sur la nature du kermès, Robiquet, Annales de Chimie, 81 (1812), 317—331.
- 1816 : Recherches sur la nature de la matière huileuse des chimistes hollandais, Robiquet, Colin, Annales de Chimie et de Physique, 1816, vol. 1, pp. 337-45.
- 1817 : Observations sur le memoire de M. Sertuerner relatif à l’analyse de l’opium, Robiquet, Annales de Chimie et de Physique ,5 (1817), 275—278;
- 1822 : Nouvelles experiences sur l’huile volatile d’amandes ameres, Robiquet, Annales de Chimie et de Physique , 21 (1822), 250—255.
- 1826 : De l’emploi du bicarbonate de soude dans le traitement médical des calculs urinaires
- 1826 : Sur un nouveau principe immédiat des végétaux (l’alizarine) obtenu de la garance Robiquet, Colin ,Journal de pharmacie et des sciences accessoires, 12 (1826), 407—412
- 1827 : Nouvelles recherches sur la matière colorante de la garance, Robiquet, Colin, Annales de chimie et de physique, 34 (1827), 225—253
- 1829 : Essai analytique des lichens de l’orseille, Robiquet, Annales de chimie et de physique, 42 (1829), 236—257
- 1830 : Nouvelles expériences sur les amandes amères et sur l’huile volatile qu’elles fournissent Robiquet, Boutron-Charlard, Annales de chimie et de physique, 44 (1830), 352—382
- 1831 : Nouvelles expériences sur la semence de moutarde
- 1832 : Nouvelles observations sur les principaux produits de l’opium, P.J.Robiquet, Annales de chimie et de physique, 51 (1832), 225—267
- 1832 : Notice historique sur André Laugier (suivie d’une autre notice sur Auguste-Arthur Plisson)